# قدرت (فیلم ۲۰۲۲)
قدرت (انگلیسی: Strength) (به هندی: Valimai) فیلم اکشن دلهره‌آور هندی تامیل-زبان، محصول سال ۲۰۲۲ است که کارگردانی آن برعهده اچ. وینوت (H. Vinoth) بود. بازیگران اصلی فیلم آجیت کومار، کارتیکیا، هما قریشی و وی‌جی بانی هستند.
فیلمبرداری اصلی در ماه دسامبر ۲۰۱۹ در حیدرآباد شروع شد و در فوریه ۲۰۲۱ خاتمه یافت. بخش‌های عمده فیلم در چنای و حیدر آباد صورت گرفت، اضافه بر اینکه تعداد معدودی سکانس در اواخر ماه اوت و اوایل سپتامبر در روسیه فیلمبرداری شد. بعد از چند بار تأخیر، به علت تداوم محدودیت‌های کووید-۱۹ در هند، فیلم در روز ۲۴ فوریه ۲۰۲۲ در سراسر جهان اکران گردید که نظرات مختلف منتقدان را در پی داشت.
گروه نتورک۱۸ و دینیک جاگران هر دو منتشر کردند که این فیلم در طول عمر خود 163.2 کرور در سراسر جهان درآمد داشته است. به گفته مانوبالا ویجایابالان، تحلیلگر تجاری، این فیلم 232.8 کرور در سرتاسر جهان فروش داشته است، در حالی که تایمز هند گزارش داد که این فیلم 234 کرور در سراسر جهان فروش داشته است.